# گرین تورپ
گرین تورپ (به انگلیسی: Greenethorpe) یک شهرک در استرالیا است که در نیو ساوت ولز واقع شده‌است.